# Madhav Chavan
Madhav Chavan, né dans le Maharashtra en 1954, est un entrepreneur indien, cofondateur et directeur de l'organisation à but non lucratif Pratham.

## Récompenses
- 2012 : Lauréat du Prix WISE pour l'éducation de la Fondation du Qatar.
- 2018 :  Lauréat du Prix Skoll pour l'entreprenariat social de la Fondation Skoll (en)[1]